# Glycogenin
Glycogenine sind Enzyme, die sich selbst Glucose-Reste anhängen – die Polysaccharidkette kann bis zu 13 Glucoseeinheiten lang werden. Diese Reaktion ist notwendig, um die Erzeugung langkettiger Polysaccharide, insbesondere Glykogen, in Gang zu bringen, denn das Enzym Glykogen-Synthase kann nur arbeiten, wenn bereits kurze Ketten vorhanden sind. Glycogenine gibt es in Pilzen und Vielzellern. Menschen haben zwei homologe Gene, die jeweils mehrere Isoformen des Enzyms ermöglichen, die in verschiedenen Gewebetypen lokalisiert sind. Glycogenin ist fest an Glycogensynthase gebunden, kann also als ihr Kofaktor bezeichnet werden. Mutationen im GYG1-Gen sind für eine erbliche Glykogenspeicherkrankheit verantwortlich.

## Katalysierte Reaktionen
Glycogenin +   {\displaystyle \longrightarrow }

{\displaystyle \longrightarrow }  + 
Glycogenin katalysiert die Addition von Glucose an sich selbst, indem es die erste UDP-Glucose, gebildet aus UTP und Glucose-1-phosphat, an den Tyr-194-Rest seines aktiven Zentrums bindet. Dabei entsteht UDP.
 +  {\displaystyle \longrightarrow }

{\displaystyle \longrightarrow }  + 
Danach reiht das Enzym weitere Glucosereste bis zu einem gewissen Limit (ca. 5-13) an, ab dessen Erreichen die Glycogensynthase die weitere Polymerisation übernimmt. Das Glycogenin bleibt an der Glycogenkette gebunden. Nach eventuellem Abbau der Kette steht das Enzym als Keimzelle für erneute Glycogensynthese zur Verfügung, d. h., es wird nicht mit abgebaut.